# Carol O'Connell
Carol O'Connell (New York, 26 maggio 1947) è una scrittrice statunitense, autrice di una fortunata serie di romanzi polizieschi con protagonista Kathy Mallory, la detective della omicidi di New York, dove l'autrice vive tuttora. Ha studiato arte e ha vissuto per anni dipingendo e lavorando come correttrice di bozze per poi affermarsi come scrittrice con L'oracolo di Mallory, divenuto un successo in tutto Europa e negli Stati Uniti.

## Opere

### Ciclo di Kathy Mallory.

#### Ordine progressivo di pubblicazione italiana
1. L'oracolo di Mallory (Mallory's Oracle) Sperling & Kupfer nel 1995. Ripubblicato nel 2007 come Mallory non sapeva piangere da Piemme.
2. Louise sparì di notte (Shell Game, UK: Magic Men) - Piemme, 2000.
3. Amanda è morta nel parco (The Man Who Cast Two Shadows, UK: The Man Who Lied to Women) - Piemme, 2001.
4. La bambina dagli occhi di ghiaccio (Crime School) - Piemme, 2002.
5. Il volo dell'angelo di pietra (Stone Angel, UK: Flight of the Stone Angel) - Piemme, 2003.
6. La giuria deve morire (Dead Famous, UK: The Jury Must Die) - Piemme, 2004.
7. La bambina di casa Winter (Winter House) - Piemme, 2005.
8. Come una bambola di stracci (Killing Critics) - Piemme, 2006.
9. La strada delle anime perse (Find Me, UK: Shark Music) - Piemme, 2009.
10. Allison corre nel buio (The Chalk Girl) - Piemme, 2012.
11. Quello che accade nel buio (It Happens In The Dark) - Piemme, 2015.

#### Ordine progressivo di pubblicazione inglese (Cronologia degli eventi)
1. L'oracolo di Mallory. (Ripubblicato come Mallory non sapeva piangere)
2. Amanda è morta nel parco.
3. Come una bambola di stracci.
4. Il volo dell'angelo di pietra.
5. Louise sparì di notte.
6. La bambina dagli occhi di ghiaccio.
7. La giuria deve morire.
8. La bambina di casa Winter.
9. La strada delle anime perse.
10. Allison corre nel buio.
11. Quello che accade nel buio.
12. Blind sight

### Altri romanzi
- Susan a faccia in giù nella neve (Judas Child) - Piemme, 1999.
- La donna che leggeva la morte (Bone by bone) - Piemme, 2010.